# Han gick genom väggen
Han gick genom väggen är en västtysk film från 1959 i regi av Ladislao Vajda. I huvudrollen ses Heinz Rühmann i en typisk roll för honom, som en oansenlig karaktär som ställs mot en överhet.

## Handling
Herr Buchsbaum är en hunsad och oansenlig tjänsteman på skatteverket. Plötsligt upptäcker han att han har förmågan att gå genom väggar vilket han utnyttjar på olika vis.

## Rollista
- Heinz Rühmann - herr Buchsbaum
- Nicole Courcel - Yvonne Steiner
- Hubert von Meyerinck - byråchef Pickler
- Rudolf Vogel - herr Fuchs
- Lina Carstens - fru Höppke
- Karl Lieffen - herr Hintz
- Ernst Fritz Fürbringer - läkare
- Hans Leibelt - Holtzheimer
- Karl Michael Vogler - Junger